# Damion Thomas
Damion Thomas (29 de junio de 1999) es un deportista de Jamaica que compite en atletismo. Ganó una medalla de oro en el Campeonato Mundial de Atletismo Sub-20 de 2018, en la prueba de 110 m vallas.